# Andreas Pyndt
Andreas Pyndt, né le 4 mars 2001 à Allerød au Danemark, est un footballeur danois qui évolue au poste de milieu central au FC Fredericia.

## Biographie

### En club
Né à Allerød au Danemark, Andreas Pyndt est formé par le Brøndby IF. Il signe son premier contrat le 19 octobre 2017, à l'âge de 16 ans. Il fait sa première apparition en professionnel le 22 novembre 2018, lors d'une rencontre de coupe du Danemark face au BK Marienlyst. Il entre en jeu à la place de Morten Frendrup lors de cette rencontre remportée par son équipe (1-4 score final),.
Avec Brøndby, il participe à son premier match de Ligue des champions le 17 août 2021, face au Red Bull Salzbourg. Il entre en jeu à la place de Mikael Uhre, et son équipe s'incline (2-1 score final).
Le 31 janvier 2022, Andreas Pyndt est prêté jusqu'à la fin de la saison au B 93 Copenhague.
Le 14 juillet 2022, Andreas Pyndt est de nouveau prêté, cette fois-ci au Hvidovre IF pour une saison complète.
Lors de l'été 2023, Andreas Pyndt rejoint le Silkeborg IF. Le transfert est annoncé dès le 30 mai 2023 et il signe un contrat de quatre ans, soit jusqu'en juin 2027.
Le 8 février 2024, Andreas Pyndt est rejoint l'IFK Göteborg sous la forme d'un prêt jusqu'au 30 juin 2024.

### En sélection nationale
Il est sélectionné à huit reprises avec l'équipe du Danemark des moins de 17 ans, pour deux buts inscrits, de 2017 à 2018.